# Любеново (Старозагорська область)
Лю́беново (болг. Любеново) — село в Старозагорській області Болгарії. Входить до складу общини Раднево.

## Населення
За даними перепису населення 2011 року у селі проживали 407 осіб.
Національний склад населення села:
| Національність   | Кількість осіб | Відсоток |
| ---------------- | -------------- | -------- |
| болгари          | 364            | 93,8%    |
| турки            | 17             | 4,4%     |
| Всього відповіли | 388            |          |

Розподіл населення за віком у 2011 році:
Динаміка населення:

## Відомі особистості
В поселенні народився:
- Теньо Мінчев (* 1954) — болгарський футболіст.